# Мустафаєв Фемій Мансурович
Фе́мій Мансу́рович Мустафа́єв (нар. 1 листопада 1952, Узбецька РСР) — відомий український співак кримськотатарського походження, володар ліричного баритону, народний артист України, професор Національної академії керівних кадрів культури і мистецтв, лауреат Міжнародної літературно-мистецької премії імені Григорія Сковороди (2013).

## Біографія
Фемій Мустафаєв народився 1 листопада 1952 року в Узбекистані. У п'ятнадцятирічному віці з батьками переїхав в Україну.
Але поселитись в Криму родині не дозволили, тому вони оселились 1967 року в Новоолексіївці Генічеського району Херсонської області, там Фемій і завершив школу.
Навчався в Херсонському культурно-освітньому училищі на відділі духових інструментів. Після перейшов на відділення хорового диригування у Херсонське музичне училище. Звідси був призваний до лав радянської армії. Рік служив у ракетних військах, але потім перейшов до військового ансамблю, де був солістом. Після демобілізації повернувся до училища, де крім основної професії займався вокалом.
З 1975 року навчався в Київській консерваторії.

## Голос
Фемій Мустафаєв володіє драматичним баритоном красивого тембру і яскравою, динамічною емоційністю. Співак сміливо користується рідкісними можливостями своєї вокальної природи, що дозволяє йому виконувати як тенорові, так і баритонові вокальні твори. В палітрі особистості цього виконавця поєднані засяги високої європейської академічної культури співу та майстерність народного рапсода. Висока виконавська культура відчутна у кожному музичному творі, які виконано у кращих традиціях української вокальної культури.
Співак знайшов свій особливий стиль виконання музичних творів. Простежується індивідуальна неповторна вокальна школа. Фемій Мустафаєв, будучи вихованцем української вокальної школи, має свій яскравий творчий стиль, який лише викрилістазувався і стабілізувався з часом. Це постать зрілого майстра вокального жанру, який абсолютно вільно володіє всіма засобами і методами вокального мистецтва. Цьому яскравим підтвердженням є така справжня багатожанровість митця. Втілюючи кращі риси української школи академічного співу, Мустафаєву притаманний свій індивідуальний, легко впізнаваємий вокальний стиль і тембр, що нерозривно пов'язаний з українською народною піснею, глибинними фольклорними джерелами, народними традиціями, духовністю і поетичністю українського народу.
Мустафаєву властива полі стильність виконавської палітри, фахові потужності якої роблять однаково переконливими художні вияви у різних виконавських формах сольного співу — академічній, народній, естрадній.
Всі мистецькі проекти народного артиста України Фемій Мустафаєва отримують широкий резонанс та підтримку в суспільстві і широко висвітлюються в засобах масової інформації, на радіо- та телеефірах. Всі його сольні концерти постійно висвітлюють і показують провідні українські телеканали. Суспільство, громадяни України надзвичайно близько та щиро сприймають мистецькі проекти співака
2 мистецьких проекти народного артиста України Фемій Мустафаєва по творчості Тараса Шевченка та Івана Франка рекомендовані Міністерством освіти України «для використання у загальноосвітніх навчальних закладах».
З 2017-2019 рр. працював завідувачем кафедри естрадного виконавства Національної академії керівних кадрів культури та мистецтв. Із вересня 2019р. - професор кафедри академічного і естрадного вокалу та звукорежисури.
Із початком російської агресії більшу частину часу проводить на передовій, виступаючи з концертами на підтримку українських воїнів. За постійні концерти, яких провів понад 300 за майже три роки в різних куточках зони АТО, військові присвоїли йому позивний «Каддафі». Має великий авторитет і повагу серед Воїнів АТО.
Фемій Мустафаєв постійно виступає з концертами перед бійцями АТО, вимушеними переселенцями, пораненими в госпіталях, де дав більше 300 благодійних концертів, що свідчить про його принципову громадянську позицію і є яскравим прикладом для українських співаків.
«Ватаним» . Це популяризація кримськотатарської музичної і вокальної культури в Україні, демонстрація гідного європейського рівня кримськотатарської національної музики. Цей музичний диск дає можливість на високому професійному рівні познайомити громадськість з кримськотатарським культурним надбанням.
«Тарас Шевченко. Солоспіви» - музичний 2-дисковий альбом українських пісень та творів на слова Т. Г. Шевченка та музику українських композиторів-класиків: М.Лисенка, Б.Підгорецького, К.Стеценка, І.Воробкевича, Я.Степового. Один диск записаний у супроводі Національного академічного оркестру народних інструментів України під керівництвом народного артиста України, лауреата Національної премії України ім. Тараса Шевченка — Віктора Гуцала. Другий диск — камерний, у фортепіанному супроводі. Це унікальне зібрання музичних творів на слова геніального Тараса Шевченка, в якому зібрані кращі пісенні твори, більшість з яких взагалі не звучала в інформаційно-музичному просторі. Особливо в оркестрових обробках. Всі твори з музичного альбому «Тарас Шевченко. Солоспіви» увійшли до фонду Національної радіокомпанії України. Фемій Мустафаєв в цих музичних творах прекрасно відчуває і передає глибинність українських вокальних творів епічного та героїчного характеру. Він, як ніхто інший, передає в своєму виконанні масштабність музичних образів: незламний дух українського народу, його силу, мужність, щемливі і трагічні інтонації, які йдуть від українських дум. Чудово відчувається, що Мустафаєву є дуже близькою творчість великого Кобзаря і він чудово передає у своєму співі образний зміст його поезій. Таке вокальне звучання творів у виконанні Мустафаєва — це продовження кращих національних традицій, світовідчуття людей, які жили протягом багатьох віків і які боролись за свободу слова і незалежність. Чудова робота оркестру народних інструментів України в поєднанні з професійним потужним вокалом професійним та відчуттям співаком ладо-інтонаційного строю української народної пісні. — все це разом створює незабутні музичні образи високохудожнього твору, що викликає у слухачів неповторні емоції. Цей сольний диск дає нам підставу вважати Фемій Мустафаєва справжнім майстром вокального мистецтва, який, без сумніву, знаходиться в одному ряду з видатними українськими співаками як минулого, так і сьогодення. Цей творчий доробок був присвячений 200-річчю від дня народження Кобзаря і вийшов у світ в рік, оголошений роком Тараса Шевченка в Україні. створені протягом останніх 5 років. У березні 2016 року відбувся Шевченківський концертний тур по 15 містам Сходу України, який мав потужний просвітницько-патріотичний вплив на світогляд мешканців Донецької та Луганської областей. Вказані мистецькі проекти було зроблені виключно за власної ініціативи народного артиста України і без жодної підтримки зі сторони Держави

## Професійна діяльність
Після закінчення консерваторії співав у театрі оперети, державних оркестрах України — духовому та естрадно-симфонічному, в оперній студії консерваторії. Два сезони співав у Кошицькій опері у Словаччині. Також гастролював із симфонічним оркестром та хором «Київ» по США, виступав в Європі: у Лейпцигу, Дрездені. Сьогодні Фемій Мустафаєв постійно виступає в різних країнах світу з сольними концертами. З програмою «Тарас Шевченко. Солоспіви» об'їздив майже всю Європу та країни дальнього зарубіжжя.
Мустафаєвим записано 12 останніх вокальних творів Олександра Білаша, в тому числі і «Молитва до Музики» для голосу з симфонічним оркестром на вірші Оксани Лиховид.
Створив мистецький проєкт «Та не однаково мені», з яким постійно гастролює по всій України, особливо в містах та населених пунктах Сходу України.
Плідно співпрацює з такими відомими українськими поетами, як Дмитро Павличко, Павло Мовчан, Олександр Мороз, Олексій Довгий, Володимир Матвієнко, Зоя Кучерява. Останнім часом тісно співпрацює з сучасним українським композитором, Заслуженим діячем мистецтв України Анжелою Ярмолюк. Найвідоміші з них пісні — «Ніхто, крім нас!», «Не плач, кохана», «Я до тебе прийду», «Вставай, Україно!».
Регулярний член журі різних фестивалів.
Із початком російської агресії більшу частину часу проводить на передовій, виступаючи з концертами на підтримку українських воїнів, яких провів більше 100 тільки у 2015 році.

## Репертуар
Є виконавцем партій з таких опер::
- «Євгеній Онєгін» П. Чайковського
- «Кармен» Ж. Бізе
- «Манон Леско», «Тоска» Дж. Пуччіні
- «Наталка Полтавка» М. Лисенка
- «Паяци» Р. Леонкавало
- «Травнева ніч» М. Римського-Корсакова
- «Травіата», «Сила долі» та «Ріголетто» Дж. Верді
- «Фауст» Ш. Гуно
- цикл пісень для голосу з оркестром Г. Малера «Пісні мандрівного підмайстра».[2]

## Дискографія
- 2005
  - пісня «О, соловію» яка було записана разом з естрадно-симфонічним оркестром України, на диску «Українські танго»[7]
- 2007
  - диск «Возвращение романса».
- 2010
  - диск «Воспоминания».
- 2011
  - диск «Кредо» — арії з опер зарубіжних композиторів[2].
- 2012
  - диск «Волошкова Україна»
  - диск «Ватаним», ювілейний диск кримськотатарських пісень до 60-річчя артиста, що вийшов в жовтні 2012 року[8][9][10]. В запису диску брали участь студія Київського інституту музики ім. Р. М. Глієра, народний артист України, диригент Віктор Гуцал та Національний Академічний Оркестр Народних Інструментів України.
- 2013
  - диск «Тарас Шевченко. Солоспіви» - двох-дисковий музичний альбом, що містить доробок рідкісних пісень, що були написані на слова Тараса Шевченка. Записаний у супроводі Національного академічного оркестру народних інструментів України під керівництвом Віктора Гуцала[11].
  - диск «Романси та українські народні пісні» — двох-дисковий музичний альбом
- 2014
  - диск '«Обєднаймось, українці!»' — музичний альбом сучасних патріотичних пісень на слова та музику відомих українських поетів та композиторів.
  - диск '«Ніхто, крім нас!»' — музичний альбом, що містить пісні виключно патріотичного спрямування сучасних українських авторів.
- 2015
  - диск '«Україні»' — музичний альбом, що складається з трьох окремих дисків, на яких записані лірико-патріотичні пісні відомих українських авторів
  - диск «Волошкова Україна» — диск українських пісень патріотичного та ліричного спрямування, написаних на слова та музику відомих українських митців-класиків та сучасних авторів.
- 2016
  - диск «Вже пора!» — музичний альбом на слова Івана Франка та музику відомих українських композиторів: Миколи Лисенка, Якова Степового, Богдана Янівського, Віктора Камінського, Анатолія Кос-Анатольського. Диск записаний у супроводі Академічного оркестру народної та популярної музики Українського радіо під керівництвом Михайла Пікульського. До диску ввійшли лірико-патріотичні твори, в яких закладені всі помисли та прагнення українського народу, передані геніальним словом Івана Франка і надзвичайно потужно та водночас зворушливо виконані на найвищому професійному вокальному рівні Фемій Мустафаєвим. Патріотика в піснях «Вічний Революціонер», «Не пора» переплітається з реаліями сьогодення, а ліричні твори виконані у найкращих традиціях українських романсів. Всі твори з музичного альбому «Вже Пора!» увійшли до фонду Національної радіокомпанії України. Цей творчий доробок був присвячений 160-річчю від дня народження Каменяра і вийшов у світ в рік, оголошений роком Івана Франка в Україні. Також в цьому ж році Ф.Мустафаєвим було проведено декілька концертів, присвячених виключно творчості І.Франка, на яких він знайомив українську громаду з творчістю Каменяра. Висока професійна вокальна майстерність дає можливість співакові здобувати світове визнання, про свідчить його робота в оперних театрах Німеччини, Чехословаччини, Київському театрі оперети тощо. Також Мустафаєв постійно проводить сольні концерти по всім філармоніям України та бере участь у багатьох благодійних заходах.

## Відгуки
- |                                                              | Творчість Фемій Мустафаєва є унікальною, а сам він являє собою яскраву і самобутню індивідуальність. Будучи співаком академічного плану він включає в свої концертні програми як класичні арії, так і українські народні пісні, романси та сучасні пісні українських авторів. Фемій Мустафаєв підтримує таку традицію відомих українських виконавців-класиків (І.Паторжинський, Д.Гнатюк, Ворвулєв та ін.), але уже в новій, сучасній якості. На фоні сучасного вокального виконання, всеохопної й дуже часто низькопробної естради, творчість Ф.Мустафаєва є відродженням прекрасного, історично складеного характеру вокальної музики українських композиторів. Від ліричного жанру до драматизму і героїки. Творчість Ф.Мустафаєва — це безперервна робота по виконанню музичних творів. В його доробку багато сольних дисків як в оркестровому, так і фортепіанному супроводі. Чільне місце у творчості співака посідає камерне виконання. |
| — Комітет з національної премії України імені Т.Г. Шевченка, | |
- |                                                                        | Цей проект («Тарас Шевченко. Солоспіви») — справжній творчий подвиг митця — нова, сучасна інтерпретація завжди актуальної Шевченкової поезії в оркестровому супроводі. Ідеї, масштаби Шевченкових ідей дійсно заслуговують масштабного висловлення, виходу за рамки камерного жанру солоспіву. У такому новому обрамленні, при такій масштабній подачі вони набувають нової жанрової характеристики - стають поемами для голосу з оркестром. І цей змістовий та жанровий потенціал Шевченкової поезії дуже точно відчув Ф.М.Мустафаєв,здійснивши такий складний і відповідальний проект. Цей запис дійсно стане золотим фондом української музичної культури. |
| — Оксана Лиховид, заслужений діяч мистецтв України, Нью-Йорк[джерело?] | |